# Baniana elongata
Baniana elongata là một loài bướm đêm trong họ Erebidae.